# Abantiades barnardi
Abantiades barnardi là một loài bướm đêm thuộc họ Hepialidae. Loài này được Norman Tindale mô tả lần đầu năm 1941, và là loài đặc hữu của Tây Úc.